# Graile
El graile és un instrument musical tradicional de vent occità fet de fusta (boix o banús) tot i que també se'l troba al litoral llenguadocià. És originari del sud del massís central, especialment de la Muntanya Negra i els Monts de Lacaune.

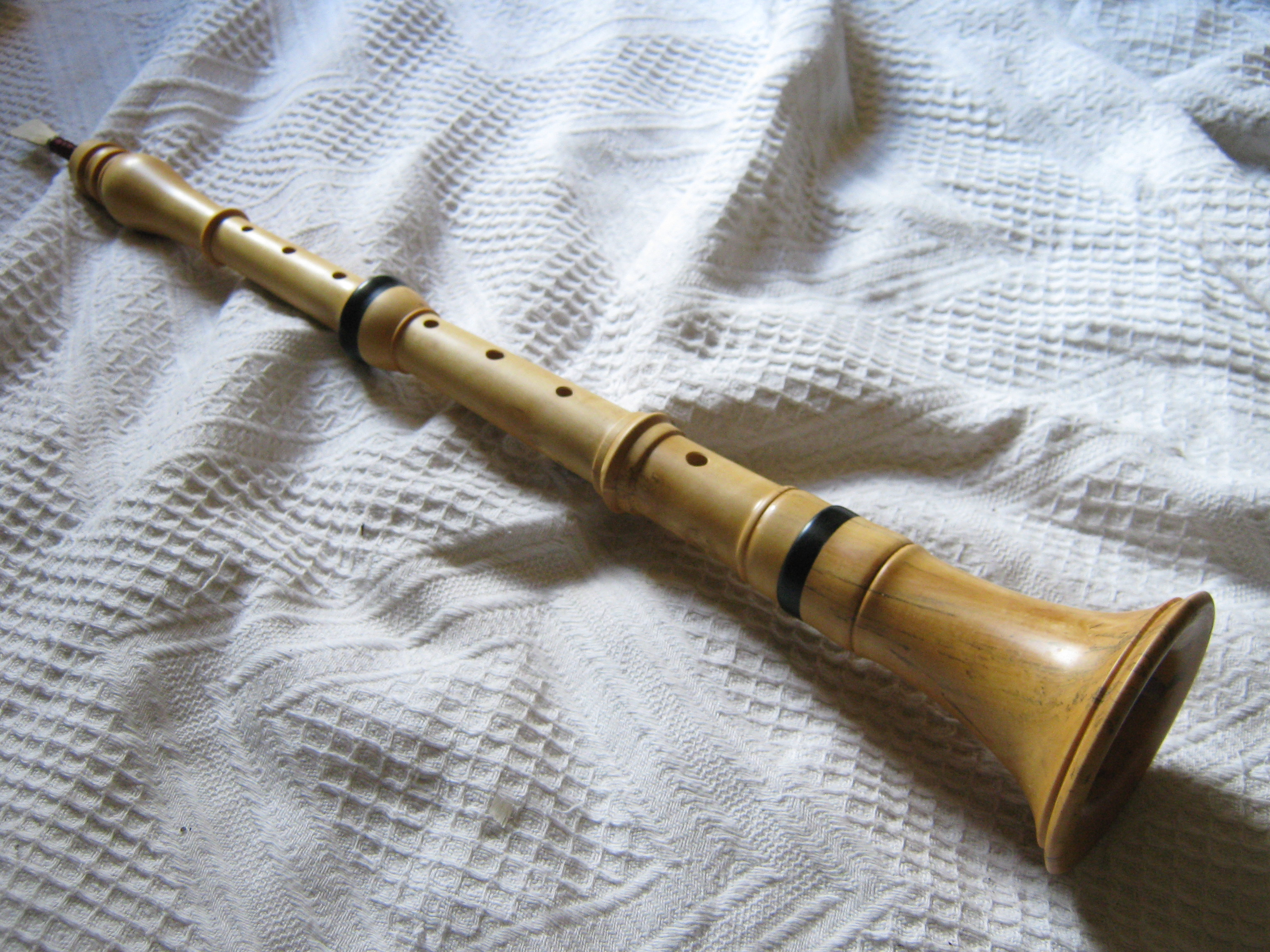
Un graile

El graile té una forma cònica amb orificis laterals què el músic tapa o obre amb els seus dits per tocar les notes. Té una llargària d'uns 45 centímetres i compta amb sis forats. El seu registre és d'una octava i una sèptima. Al voltant de Besièrs, el seu registre és Re-Sol mentre que cap a l'est al país de Seta és més aviat Do-Fa, i en canvi a la Muntanya Negra és Si bemoll.